# Абдуллаев, Гафар Гайдарович
Гафар Гайдарович Абдуллаев (15 [27] февраля 1896, Азербайджан — 9 февраля 1951, Самарканд) — узбекский советский офтальмолог.

## Биография
Родился в 1896 году в Баку. Член ВКП(б).
В 1918 году окончил лечебный факультет Казанского университета, работал специалистом по осенним болезням в Туркменистане и Азербайджане. В 1924 году переехал в Самарканд и был принят на должность офтальмолога в областную больницу.
В 1931—1951 гг. — ассистент офтальмологической клиники (1931—1934), доцент, с 1935 по 1950 г. заведующий кафедрой глазных болезней Самаркандского государственного медицинского института. С 1937 по 1942 год заместитель директора по научной работе и аспирантуре.
Доктор медицинских наук (1941), профессор (1941), член-корреспондент Академии наук Узбекской ССР (1943).
Разработал новые методы лечения трахомы.
Заслуженный деятель науки Узбекской ССР (1946). Избирался депутатом Верховного Совета СССР 2-го созыва.
Умер в 1951 году в Самарканде.